# Itajaí (gemeente)
Itajaí is een gemeente in de Braziliaanse deelstaat Santa Catarina. De gemeente telt 212.615 inwoners (schatting 2017).

## Hydrografie
De plaats ligt bij de monding van de rivier de Itajaí-açu.

## Aangrenzende gemeenten
De gemeente grenst aan Balneário Camboriú, Brusque, Camboriú, Gaspar, Ilhota en Navegantes.

## Verkeer en vervoer
De plaats ligt aan de noord-zuidlopende weg BR-101 tussen Touros en São José do Norte. Daarnaast ligt ze aan de wegen BR-486, SC-412 en SC-486.

## Geboren
- Lauro Müller (1863-1926), politicus
- Orlandivo (1937), zanger en componist